# José Alcocer Pozo
José Alcocer Pozo médico mexicano nacido en la ciudad de Santiago de Querétaro. Fue rector de la Universidad Autónoma de Querétaro en 1958.